# Ángel Hernández (futbolista)
Ángel Andrés Hernández Velásquez (Caracas, Venezuela; 1 de julio de 1980) es un exfutbolista venezolano que jugaba como portero y su último equipo fue el Carabobo Fútbol Club de la Primera División de Venezuela.

## Clubes
| Club                    | País      | Temporada                         |
| ----------------------- | --------- | --------------------------------- |
| Deportivo Anzoátegui    | Venezuela | 2003-2009                         |
| Mineros de Guayana      | Venezuela | 2009-(Apertura)                   |
| Centro Ítalo            | Venezuela | 2009-2010                         |
| Trujillanos FC          | Venezuela | 2010-2011                         |
| Aragua FC               | Venezuela | 2011- 2012                        |
| Estudiantes de Mérida   | Venezuela | 2012-(Apertura)                   |
| Real Anzoátegui SC      | Venezuela | 2013-(Clausura)                   |
| Zulia FC                | Venezuela | 2013 - 2014                       |
| Tucanes de Amazonas     | Venezuela | 2014 - 2015                       |
| Estudiantes de Mérida   | Venezuela | 2015                              |
| Deportivo Petare        | Venezuela | 2016                              |
| Monagas SC              | Venezuela | 2016 (Clausura) - 2018 (Apertura) |
| Academia Puerto Cabello | Venezuela | 2018 (Apertura)                   |
| Deportivo Anzoátegui    | Venezuela | 2018 (Clausura) - 2019            |
| Carabobo FC             | Venezuela | 2020 - Actualidad                 |

## Monagas Sport Club

### Torneo Clausura 2016
Para el Torneo Clausura de 2016 se incorpora jugando con el Monagas SC hasta la actualidad. Fue cedido por Deportivo Petare por dos años al Monagas SC. En el encuentro ante el Deportivo Táchira el 31 de julio, Hernández detienen un penal cobrado por parte de Giancarlos Maldonado.

### Torneo Apertura 2017
Hernández jugó todo los partidos con el Monagas Sport Club en el Torneo Apertura de Venezuela, logrando ser campeones ante el Caracas FC, el 2 de julio de 2017.

## Estadísticas
- Última actualización el 4 de julio de 2017.

| Equipo     | Temporada | Liga             | Liga             | Copas nacionales | Copas nacionales | Copas internacionales | Copas internacionales | Total | Total |
| Equipo     | Temporada | PJ               | Goles            | PJ               | Goles            | PJ                    | Goles                 | PJ    | Goles |
| Venezuela  | Venezuela | Primera División | Primera División | Copa Venezuela   | Copa Venezuela   | CONMEBOL              | CONMEBOL              | PJ    | Goles |
| ---------- | --------- | ---------------- | ---------------- | ---------------- | ---------------- | --------------------- | --------------------- | ----- | ----- |
| Monagas SC | 2016      | 6                | 0                | 0                | 0                | 0                     | 0                     | 6     | 0     |
| Monagas SC | 2017      | 22               | 0                | 0                | 0                | 0                     | 0                     | 22    | 0     |
| Monagas SC | Total     | 28               | 0                | 0                | 0                | 0                     | 0                     | 28    | 0     |
| Total      | Total     | 28               | 0                | 0                | 0                | 0                     | 0                     | 28    | 0     |

## Palmarés

### Campeonatos nacionales
| Título                        | Club                 | País      | Año  |
| ----------------------------- | -------------------- | --------- | ---- |
| Segunda División de Venezuela | Deportivo Anzoátegui | Venezuela | 2007 |
| Copa Venezuela                | Deportivo Anzoátegui | Venezuela | 2008 |
| Copa Venezuela                | Trujillanos FC       | Venezuela | 2010 |
| Torneo Apertura               | Monagas SC           | Venezuela | 2017 |
| Primera División              | Monagas SC           | Venezuela | 2017 |

## Competiciones internacionales
| Competición           | PJ | Goles |
| --------------------- | -- | ----- |
| Copa Libertadores     | 0  | 0     |
| Copa Pre Libertadores | 1  | 0     |
| Copa Sudamericana     | 4  | 0     |
| Selección Nacional    | 0  | 0     |
| Total de Carrera      | 5  | 0     |